# Антоніо Фернандо Круз де Мелло
Антоніо Фернандо Круз-де-Мелло (ісп. Mr. Antonio Fernando Cruz de Mello; 9 жовтня 1949, Ріо-де-Жанейро) — бразильський дипломат. Надзвичайний і Повноважний Посол Федеративної Республіки Бразилія в Україні.

## Біографія
Народився 9 жовтня 1949 року в м. Ріо-де-Жанейро. У 1973 році закінчив Федеральний університет Флуміненсе (факультет права) та Дипломатичну академію Ріо Бранко.
З 1974 року на дипломатичній роботі на різних посадах у Міністерстві закордонних справ Бразилії та в низці дипломатичних місій Бразилії закордоном. З 1997 по 1998 роки працював керівником департаменту міжнародних зв'язків Міністерства навколишнього середовища Бразилії.
У 2009—2016 рр. — Надзвичайний і Повноважний Посол Федеративної Республіки Бразилія в Києві.